# Weddewarden
Weddewarden ist ein Stadt- und Ortsteil im Stadtbezirk Nord der Stadtgemeinde Bremerhaven im deutschen Land Freie Hansestadt Bremen.

## Geografie

### Lage
Der Stadtteil Weddewarden liegt im äußersten Nordwesten der Seestadt Bremerhaven an der Außenweser. Die Höhe 4 m ü. NHN wird am Schloss Morgenstern erreicht. Der Ort ist zugleich die südlichste Siedlung der Marschlandschaft Land Wursten.

### Nachbarorte
|  | Imsum (Stadt Geestland)                     |                |
|  | Kompassrose, die auf Nachbargemeinden zeigt | Stadtteil Lehe |
|  | Stadtbremisches Überseehafengebiet          |                |

## Geschichte

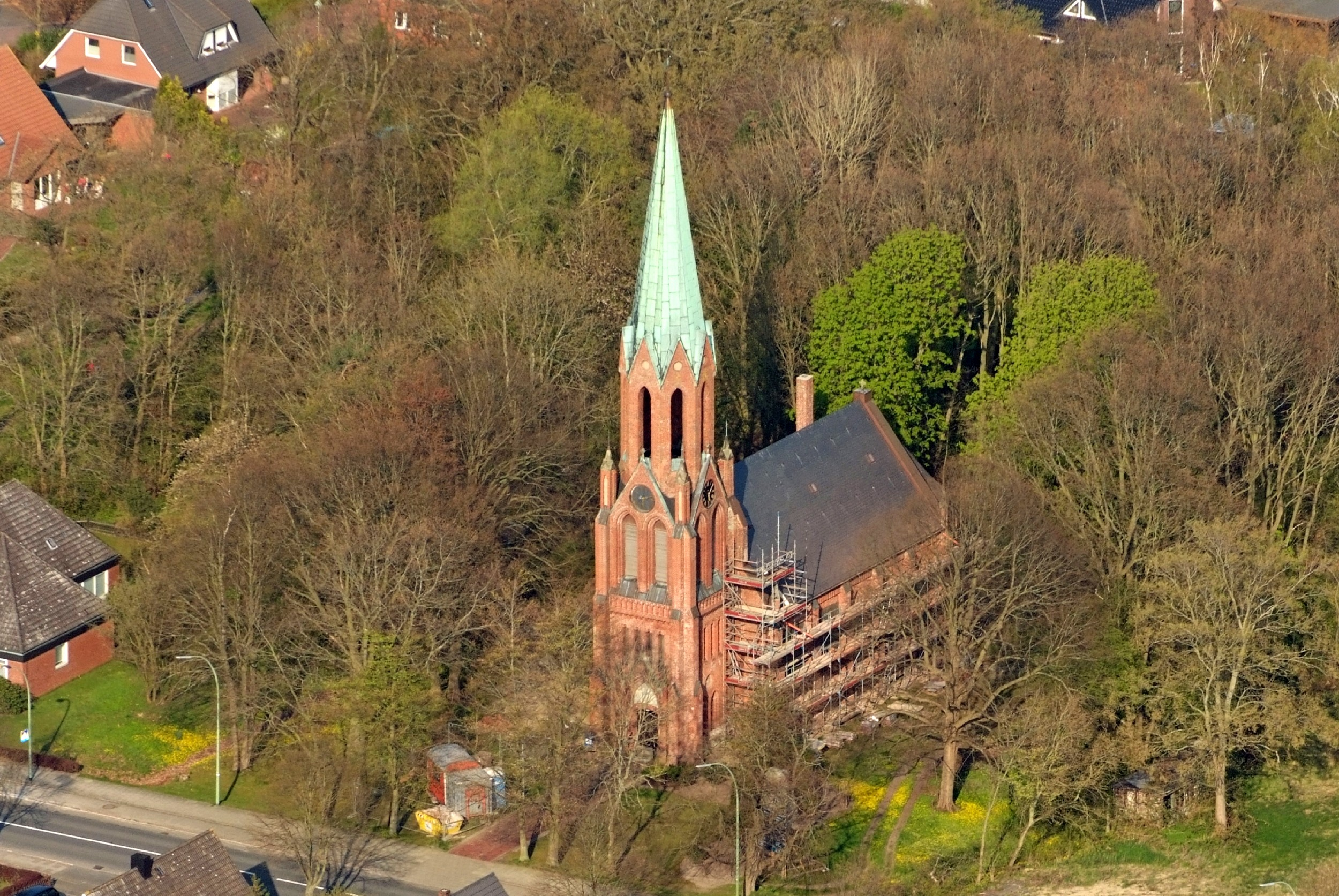
Zionskirche Weddewarden-Imsum

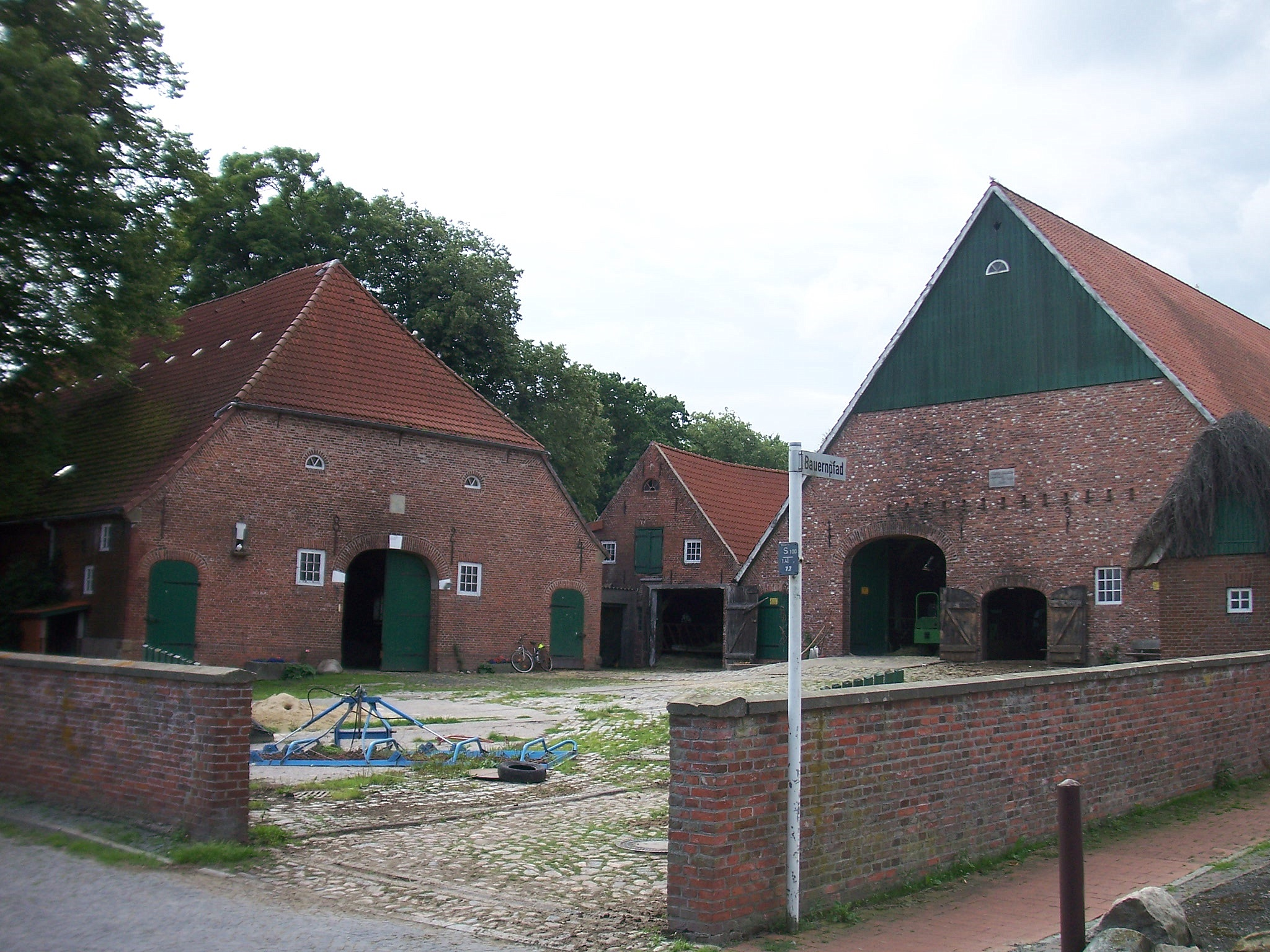
Hof Sibbern von 1838

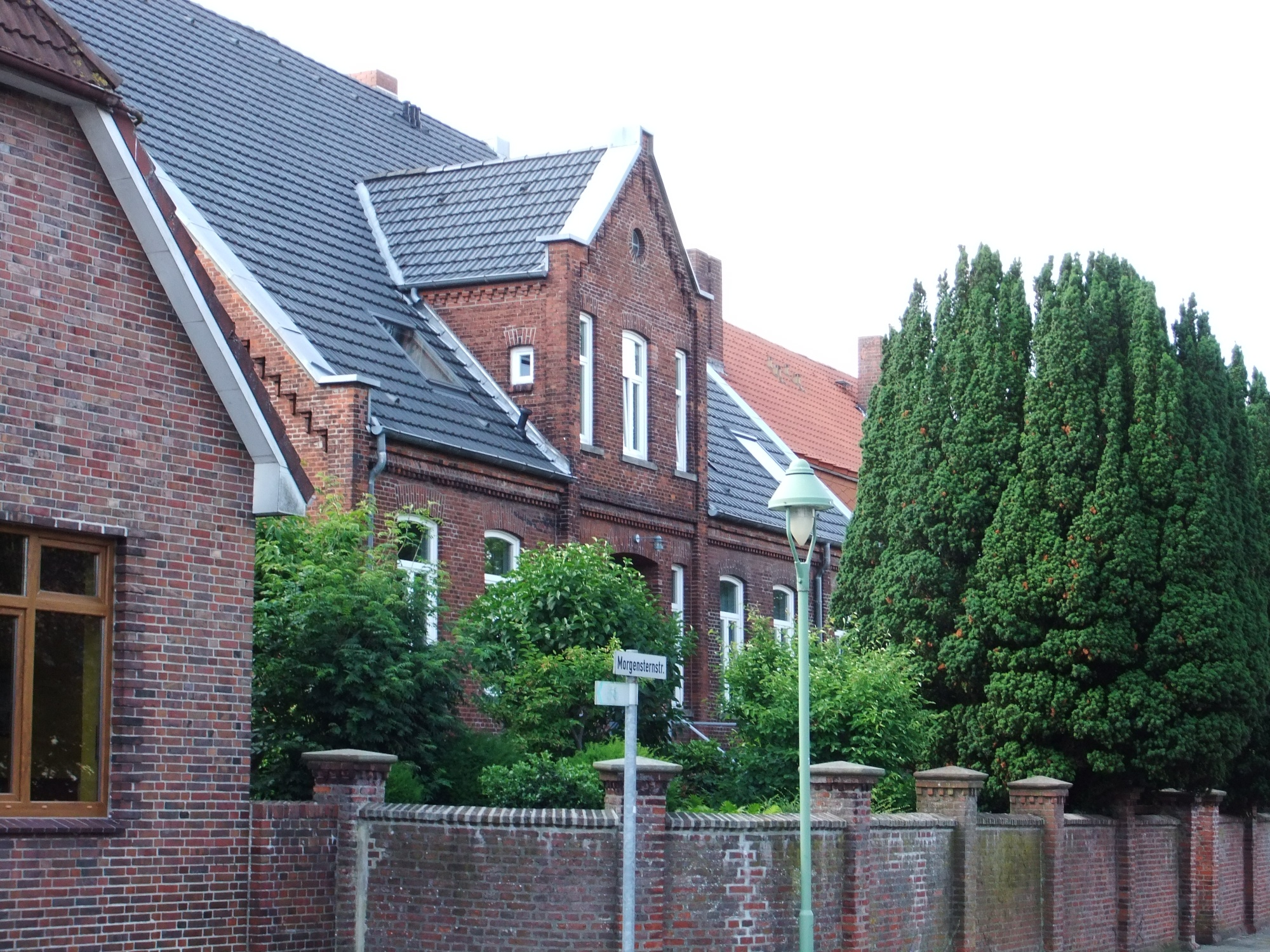
Hof Rall von 1900

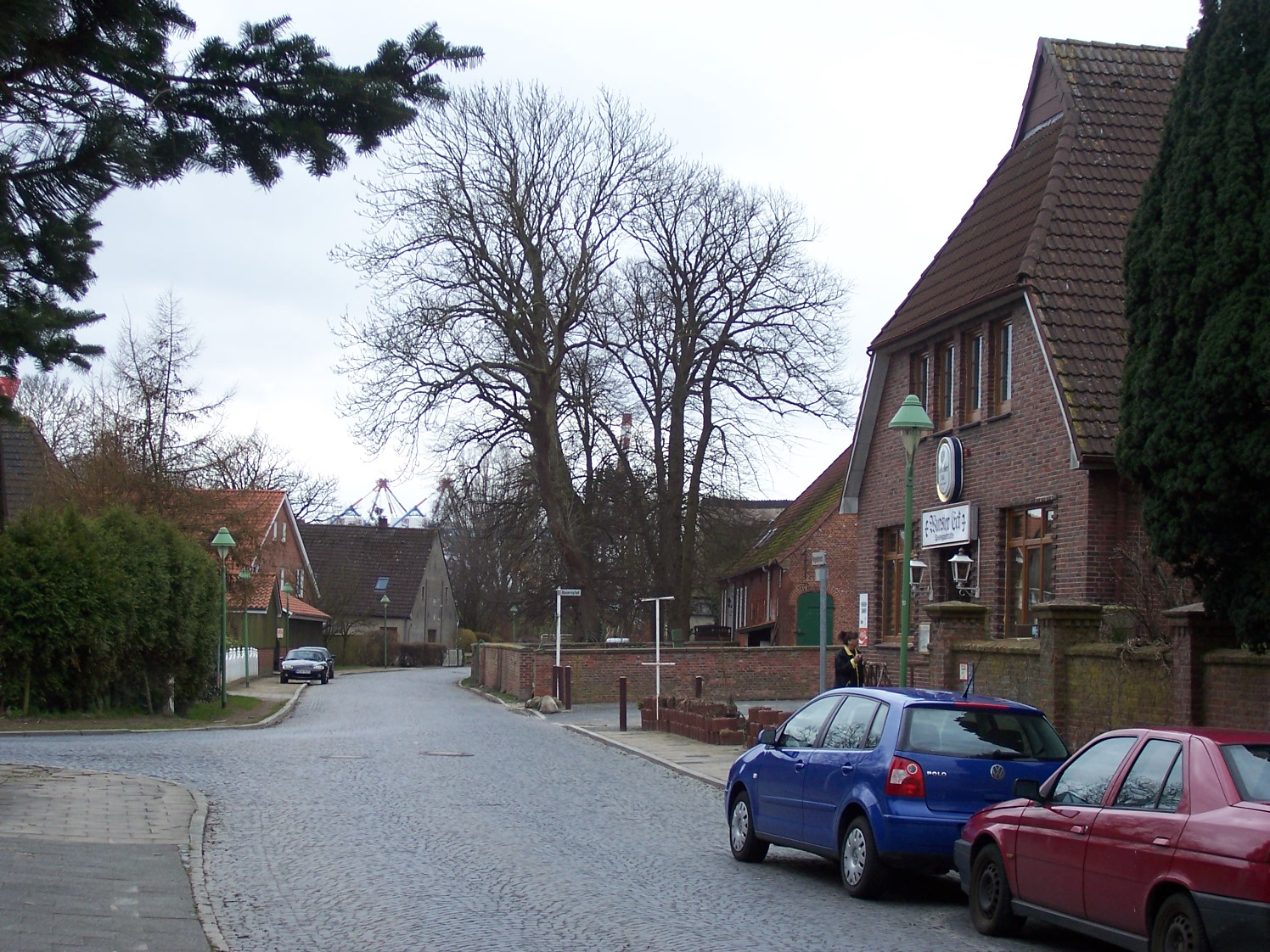
Morgensternstraße

Durch archäologische Grabungen von 1979 bis 1981 wurden Besiedlungsspuren aus dem ersten nachchristlichen Jahrhundert gefunden.
1091 wurde die friesische Ansiedlung Widewrde in einer Urkunde des Erzstifts Bremen erwähnt, als zehn Friesen ihr Erbgut dem Erzbischof Liemar übertrugen und sie es als Lehen zurückerhielten. Mit dem friesischen Wort Wierde wurde eine Dorfwurt oder Warft bezeichnet, also ein künstlich aus Erde aufgeschütteter Siedlungshügel in der öfters überfluteten Marschenlandschaft. Weddewarden ist urkundlich die älteste Ortschaft von Bremerhaven.
Weddewarden gehörte zum Kirchspiel Imsum. 1218 entstand die Bartholomäuskirche, die 1895 abgebrochen wurde. Der sogenannte Ochsenturm ist davon ein Überrest. 1684 bestand das Kirchspiel aus Imsum, Weddewarden, Dingen und Teilen von Büttel. 1291 handelten die Wurtfriesen im Land Wursten in Weddewarden einen Frieden mit der Stadt Bremen aus, der die Probleme der Strandräuberei bei schiffbrüchigen Bremer Handelsschiffen betraf.
Konflikte mit dem Bremer Erzbischof nahmen Einfluss auf die weitere Entwicklung. Erzbischof Christoph schickte im Dezember 1517 ein Söldnerheer in das Land Wursten, die in der Schlacht am Wremer Siel unterlagen. Um seinen Besitz zu sichern baute das Erzbistum am Weddewardener Deich 1517/18 die Burg Morgenstern, mit Claus Fiegen als Drost. Diese wurde aber bereits 1518 von Herzog Magnus von Lauenburg, dem neuen Verbündeten der Wurster Friesen, wieder zerstört. Heute befindet sich hier die gleichnamige Gaststätte. Vom bäuerlichen Weddewarden sind u. a. der Hof Sibbern von 1838, der Hof Rall von um 1900 und die Friesenstube im Gasthof Schloss Morgenstern von 1882 erhalten. 1859 wurde an der Wurster Straße eine zweiklassige Schule eingerichtet.
1872 war im Weserstrom der Baubeginn für die Weserforts Brinkamahof II vor Weddewarden und Langlütjen II. 1877 fand die Weihe der neugotischen ev. Zionkirche Weddewarden-Imsum an der Wurster Straße statt.
In der Gaststätte Schloß Morgenstern begründete 1882 der Dichter Hermann Allmers aus Rechtenfleth mit Freunden die gesellige Runde Männer vom Morgenstern – Heimatbund an Elb- und Wesermündung. Der Verein trug eine Sammlung zusammen, die vor allem aus archäologischen und volkskundlichen Objekten bestand. 1902 wurde die Sammlung an die Gemeinde Geestemünde abgetreten. Es entstand 1906 das Morgenstern-Museum, welches heute das Historische Museum Bremerhavens ist.
1927 verkehrte eine Buslinie der Straßenbahn Bremerhaven-Wesermünde AG zum Ortsteil. 1928 gründete sich die Freiwillige Feuerwehr Weddewarden. Ab 1935 wurde der Flugplatz von Weddewarden zu einem Fliegerhorst ausgebaut.
1947 wurde Wesermünde in das Land Bremen eingegliedert und in Bremerhaven umbenannt. 1952 war die neue Weddewardener Schule fertiggestellt worden.
Das seit 1968 entstehende Container-Terminal Bremerhaven rückte dem Ort Weddewarden ständig näher. 2002 begann das Planfeststellungsverfahrens für das Container-Terminal CT IV in Weddewarden, welches von 2004 bis 2008 gebaut wurde. 340 Meter Stromkaje kamen hinzu und die gesamte Stromkaje ist nun 4930 Meter lang.
Die Verlängerung der Kaje fand gegen den Protest vieler Bürger von Weddewarden statt. Der Bremerhavener Magistrat hat deshalb für den Ort eine Bestandsgarantie abgegeben.

### Eingemeindungen
Am 1. April 1927 wurde die zuvor selbständige Gemeinde Weddewarden mit ihren 485 Einwohnern in die 1924 gegründete preußische Stadt Wesermünde eingemeindet.

### Einwohnerentwicklung
| Jahr | Einwohner | Quelle |
| ---- | --------- | ------ |
| 1927 | 485       |        |
| 2000 | 670       | [ 4 ]  |
| 2005 | 577       | [ 5 ]  |
| 2010 | 530       | [ 6 ]  |
| 2015 | 564       | [ 7 ]  |
| 2018 | 553       | [ 1 ]  |

|  |

## Kultur und Sehenswürdigkeiten

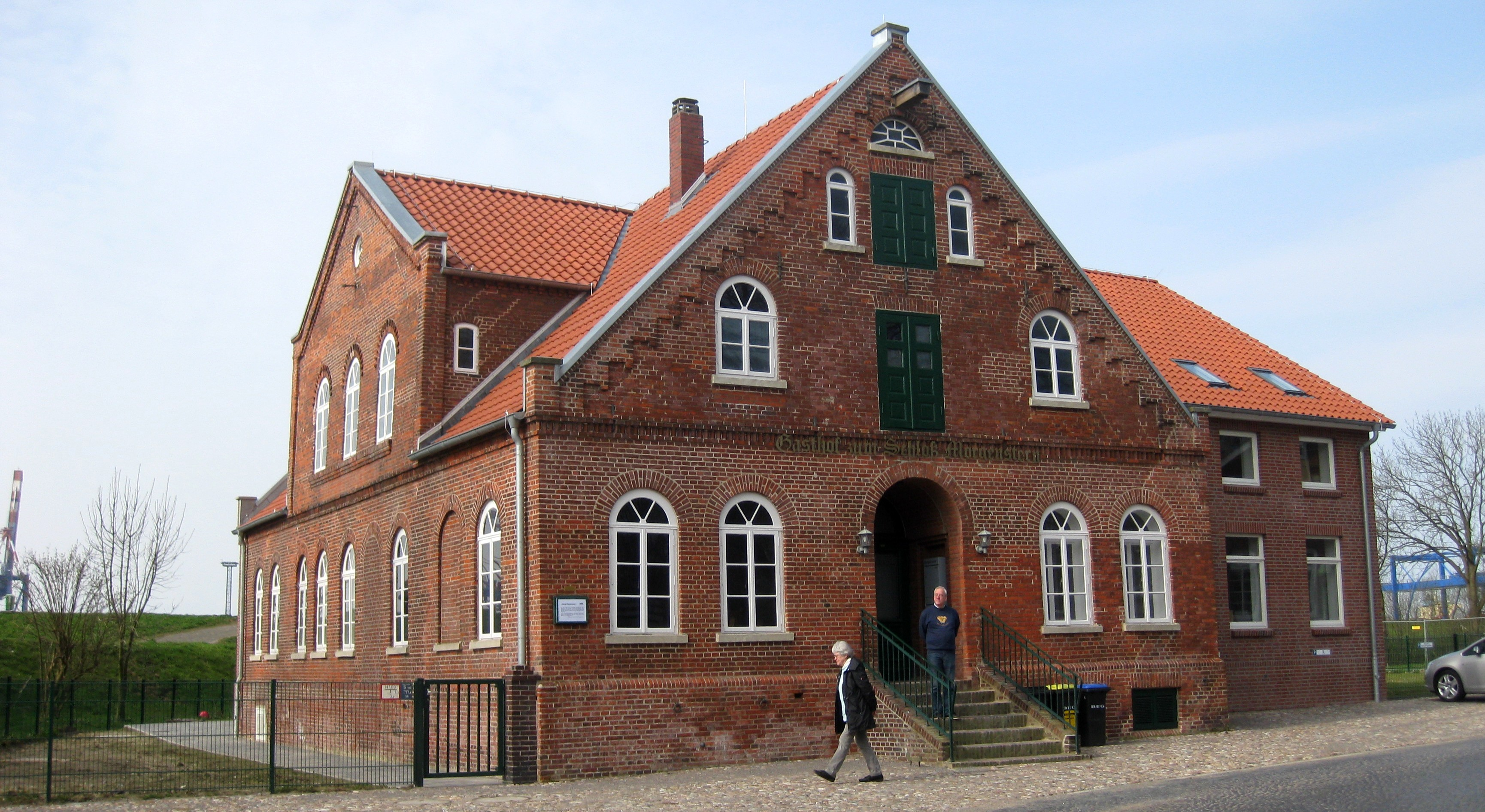
Schloss Morgenstern in Weddewarden am nördlichen Stadtrand Bremerhavens

### Bauwerke

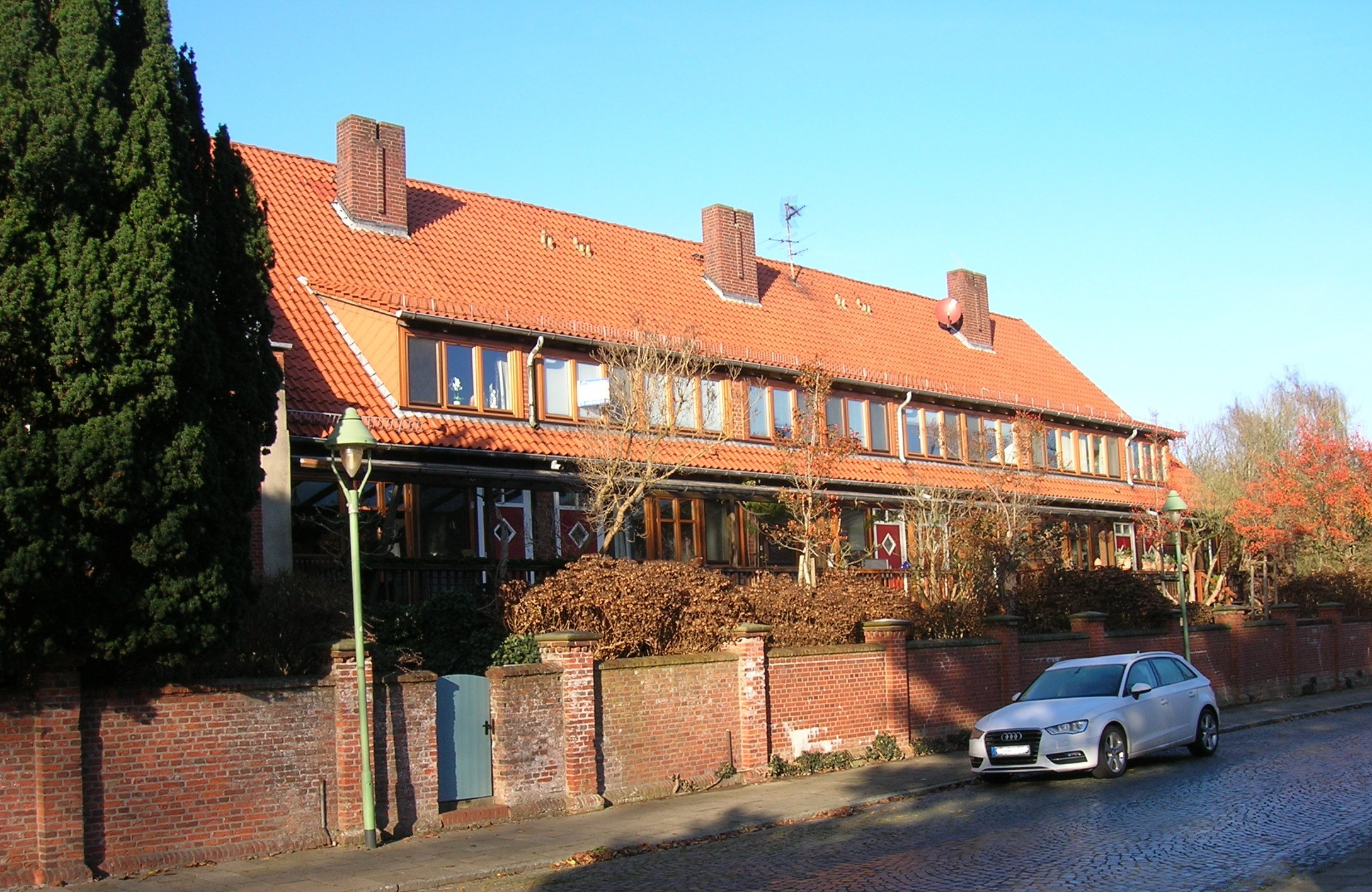
Wohnanlage Brinkama-Hof

- Evangelisch-lutherische Zionkirche mit der Marienglocke und dem Taufbecken der ehemaligen Bartholomäuskirche (Ochsenturm), Wurster Straße 406
- Friesenstube, mit Ost-, Süd- und Westfront des Gasthofes „Schloß Morgenstern“, steht seit 1882 unter Denkmalschutz. 1517 errichtete der Erzbischof von Bremen die Burg Morgenstern. Auf den Grundmauern der zerstörten Burg wurde eine Gaststätte errichtet. 1882 konstituierte sich hier unter Federführung des Marschendichters Hermann Allmers der noch bestehende Heimatbund der Männer vom Morgenstern. Der Vereinsname war Teil des Namens Morgenstern-Museums von 1906 (heute: Historisches Museum Bremerhaven), Burgstraße 1
- Flakleitstand der Marine-Flak[8]
- Hof Sibbern, 1838, Morgensternstraße 12
- Hof Rall, um 1900, Morgensternstraße 6
- Gesindehaus des Sibbern’schen Hofes, um 1850, Morgensternstraße 9
- Wohnanlage Brinkama-Hof; 1981 nach Plänen von Peter Weber erbaut

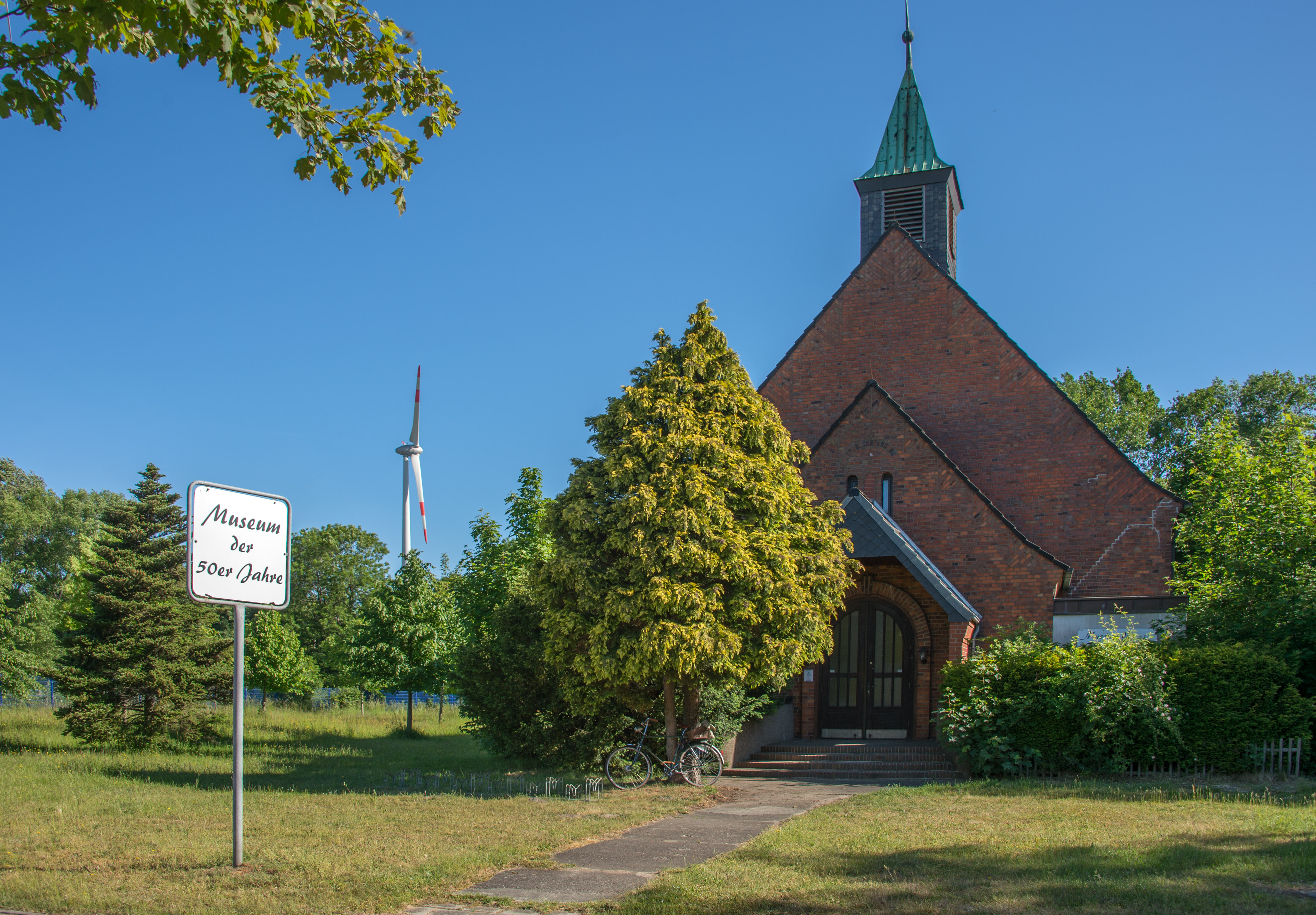
Kapelle der US-Armee, heute: Museum

- Amerikanische Kapelle Bremerhaven von um 1952, heute Museum der 50er Jahre
- Ehemaliges Imsum Oberfeuer, in Betrieb von 1959 bis 2007, es steht zwischen dem Deich und dem Container-Terminal IV, siehe Liste der Leuchtfeuer an der Außen- und Unterweser

### Museum
Das Museum der 1950er Jahre Bremerhaven befindet sich seit 2005 in der ehemaligen Militärkirche auf dem Gelände der einstigen US-Kaserne Carl Schurz, Amerikaring 9.

### Kulturverein
- Unerhört – Verein für neue Musik, Morgensternstraße 6

## Öffentliche Einrichtungen

### Allgemein
- Freiwillige Feuerwehr Weddewarden, Morgensternstraße 2

### Bildung
- Anne-Frank-Schule (Förderzentrum), Wurster Straße 387

### Sport
- TSV Imsum von 1892; Rasensportplatz, Grandplatz und Sporthalle an der Anne-Frank-Schule
- Schießsportanlage Imsum, An der Steingrube 4

## Wirtschaft und Verkehr

### Wirtschaft
Der nördlich des Grauwallkanals liegende Ortskern hat seinen dörflichen Charakter weitgehend bewahrt. Der südlich davon liegende Bereich – insbesondere das Gelände der ehemaligen Carl-Schurz-Kaserne – entwickelt sich zu einem Gewerbe- und Dienstleistungszentrum.
Durch den Erweiterungsabschnitt CT IV des Containerterminals wurde Weddewarden zum Hafenstandort.

### Verkehr

#### ÖPNV
Die BremerhavenBus-Linien 509 und 512 führen durch Weddewarden. Das ÖPNV Angebot wird durch ALT/Anruf-Linien-Taxi erweitert. Ursprünglich erreichte die Buslinie A den Ort. Eine Umstellung auf Oberleitungsbus war 1947 vorgesehen.

#### Straßenverkehr
Über die Wurster Straße und die Cherbourger Straße ist Weddewarden mit der Anschlussstelle Bremerhaven-Überseehäfen der Bundesautobahn 27 verbunden.

## Persönlichkeiten

### Söhne und Töchter des Ortes
- Ralph Hinz (* 1949), Künstler[12]

### Personen, die mit dem Ort in Verbindung stehen
- Konrad Klencke (vor 1498–1518), war Domdekan in Bremen und Verden, verstarb bei Weddewarden
- Alfons Tallert (1916–2006), Politiker (SPD) sowie Bremerhavener Stadtverordnetenvorsteher und Bürgermeister, er war nach dem Zweiten Weltkrieg seit 1945 bei den amerikanischen Streitkräften in Weddewarden beschäftigt, zuerst als Chefdolmetscher, dann als Personalchef der 1600 Zivilangestellten
- Peter Weber (* 1939), Architekt, er schuf 1981 die Wohnanlage Brinkama-Hof in Weddewarden
- Ingbert Koppermann (* 1945), ehemaliger Basketballnationalspieler des Deutschen Basketball Bundes (DBB) und ein seit 2010 pensionierter Beamter der Bundesagentur für Arbeit, an stattfindenden internationalen Turnieren der US-Streitkräfte in Weddewarden nahm er drei Mal teil
- Egon Homm (* 1947), ehemaliger Basketball-Bundesligaspieler, er war insgesamt vier Mal Gast der US-Militärs am Standort Weddewarden

## Sagen und Legenden
- Die Imsumer Taufe[13]